# Diaethria anna
Diaethria anna är en fjärilsart som beskrevs av Guérin-meneville 1844. Diaethria anna ingår i släktet Diaethria och familjen praktfjärilar. Inga underarter finns listade i Catalogue of Life.

## Bildgalleri

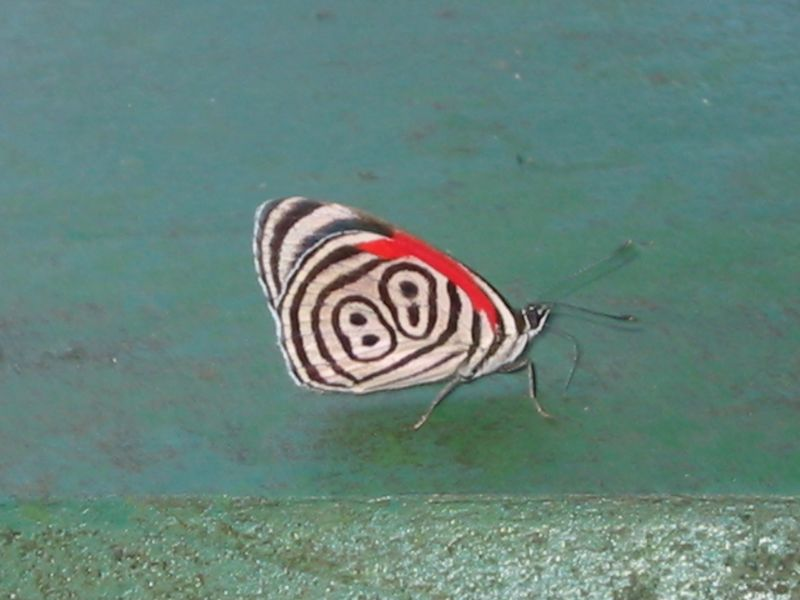